# Slatki pelin
Slatki pelin ili mirisni pelin (latinski: Artemisia annua) jednogodišnja je zeljasta biljka iz roda pelina (Artemisia) koji pripada porodici glavočika (Asteraceae). U prirodi raste kao korovska biljka.
Poznata su i medicinski potvrđena ljekovita svojstva slatkog pelina, prvenstveno u tretiranju malarije.

## Sinonim
- Artemisia chamomilla[1] Ne miješati s pravom kamilicom, lat. Matricaria chamomilla (sinonim Matricaria recutita)

## Uporaba
Artemisinin koji nastaje u biljci i prvi je put izoliran 1971. godine i dugo se uspješno koristi u tradicionalnoj kineskoj medicini kao sredstvo protiv malarije, te za jačanje imuniteta. Kineska farmaceutkinja Tu Youyou je 2015. godine dobila Nobelovu nagradu za medicinu za doprinos u istraživanju artemisinina, preparata kojega je od 1960.-ih godina primilo oko 200 milijuna pacijenata koji su bolovali od malarije.
Uspjesi u liječenju drugih bolesti također su zabilježeni u tradicionalnoj kineskoj medicini. Tijekom Pandemije koronavirusa 2020. godine, na Madagaskaru je razvijen biljni pripravak za suzbijanje bolesti. Najavljeno je znanstveno istraživanje djeluje li slatki pelin doista kako tvrde stručnjaci s Madagaskara, te javnost zainteresirano prati rane rezultate istraživanja.
2020. godine je studijom M. S. Nair i dr. potvrđeno da ekstrakt slatkog pelina u in vitro uvjetima sprječava razmnožavanje virusa SARS-Cov-2, uzročnika pandemije koronavirusa. Istraživanje koje su proveli znanstvenici s Columbia University New York, University of Washington i Worcester Polytechnic Institute objavljeno je uz upozorenje da je još potrebno istraživanje na ljudima, da bi se potvrdilo djeluje li slatki pelin u realnim uvjetima.